# Lake St. Clair

Lake St. Clairs läge (markerat i mörkblått) mellan Huronsjön i norr och Eriesjön i söder

Lake St. Clair (Franska: Lac Sainte-Claire) är en sjö belägen mellan den kanadensiska provinsen Ontario och den amerikanska delstaten Michigan. Den är en del av Stora sjöarna och tillsammans med St. Clair River och Detroit River är sjön sammankopplad med Huronsjön och Eriesjön. Lake St. Clair är en del av Stora sjösystemet men brukar inte räknas som en av de Stora sjöarna.
Den täcker en yta på 1114 km², ligger 175 meter över havet och är som mest sex meter djup. Sjöns nuvarande namn härstammar från Klara av Assisi och europeiska upptäcktsresande, men ursprungsfolk i Kanada och USA har haft flera benämningar på sjön.
Lake St. Clair är belägen cirka en mil nordöst om centrala Detroit, Michigan och Windsor, Ontario. Sjön är cirkelformad och mäter ungefär 42 kilometer från norr till söder och 39 kilometer från öst till väst. 
På grund av närheten till större städer och utsläpp från industrier förekommer miljögifter i sjön. Fisket har påverkats och studier har genomförts för att undersöka vattenkvaliteten och riktlinjer för fiskkonsumtion har satts upp.
Förekommande fiskarter är bland andra blågälad solabborre, ameiurus, maskalung, gädda, perca, nors, regnbågsöring, malar och störar. Invasiva arter innefattar vandrarmussla, havsnejonöga, gumsill och svartmunnad smörbult.  
Flera båtklubbar och segelsällskap finns placerade längs med sjön. Det finns även gott om allmänna badstränder vid Lake St. Clair.